# Gladys Quispe Chura

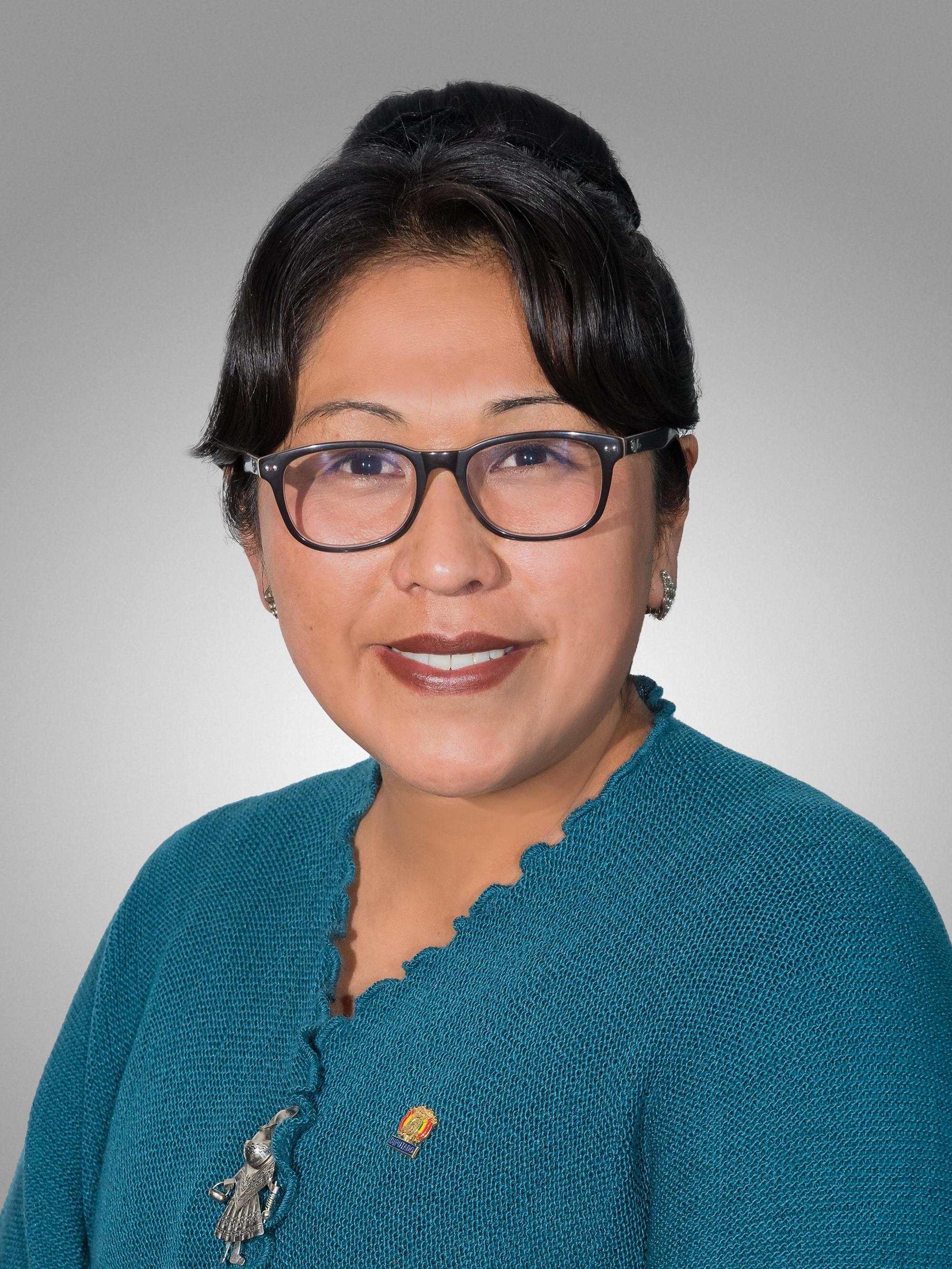
Gladys Quispe Chura (2020)

Gladys Quispe Chura (* 15. März 1981) ist eine bolivianische Politikerin des MAS-IPSP, die seit 2020 Mitglied des Abgeordnetenhauses von Bolivien ist.

## Leben
Gladys Quispe Chura wurde bei der Parlamentswahl am 18. Oktober 2020 für den MAS im Wahlkreis C-17 im Departamento La Paz zum Mitglied des Abgeordnetenhauses von Bolivien gewählt, des Unterhauses der Plurinationalen Legislativen Versammlung Boliviens. Ihr Stellvertreter wurde Lino Constancio Sillo Paco.
Mit Stand 2024 ist Gladys Quispe Mitglied des Unterausschusses für Inneres und Polizei Boliviens.